# Anthony Ewoud Jan Modderman

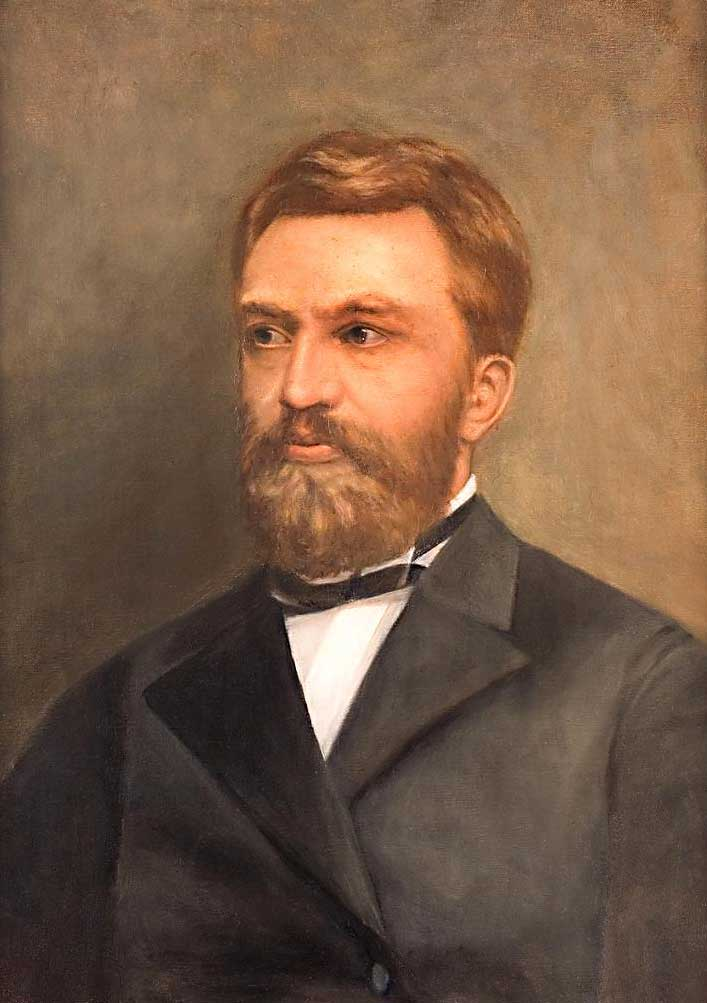
Anthony Ewoud Jan Modderman

Anthony Ewoud Jan Modderman auch: Antonie Ewoud Jan Modderman (* 27. September 1838 in Winschoten; † 7. August 1885 in Den Haag) war ein niederländischer Rechtswissenschaftler und Politiker.

## Leben
Der Sohn des späteren Mitglieds der zweiten Kammer Hendrik Jacob Herman Modderman (* 24. Juni 1796 in Groningen; † 4. September 1859 in Den Haag) und dessen Frau Adriana Sibilla Catharina Emmen (* 15. Dezember 1799 in Groningen; † 10. November 1880 in Den Haag), hatte in seiner frühen Jugend die Trivialschule seiner Geburtsstadt frequentiert. Da sein Vater dienstlich nach Den Haag zog, besuchte er ab 1847 die dortige Schule und ab dem 3. September 1850 das Gymnasium daselbst. Am 3. September 1850 absolvierte er sein Zulassungsexamen für die Hochschule und immatrikulierte sich am 15. September 1856 für ein Rechtsstudium an der Universität Leiden. Nachdem er eine ausreichende Zahl von Prüfungen absolviert hatte, promovierte er mit dem Thema de Hervorming onzer Strafwetgeving (frei Deutsch übersetzt: Die Reform unserer Strafgesetzgebung, Den Haag 1863) am 13. Juni 1863 zum Doktor der Rechte. Danach arbeitete er als Anwalt beim Hohen Rat in Den Haag und wurde am 21. Juli 1864 als Professor der Rechte am Athenaeum Illustre Amsterdam berufen. Die Aufgabe trat er am 24. Oktober 1864 mit der Rede Straf geen kwaad (frei Deutsch übersetzt: Strafen sind nicht schlecht, Amsterdam 1864) an. Ab dem 28. September 1870 arbeitete er in einer staatlichen Kommission, welche ein neues Strafgesetzbuch der Niederlande erarbeiten sollte.
Am 5. November 1870 berief man ihn per königlichen Beschluss zum Professor des Strafrechts, Strafprozessrechts, der Enzyklopädie und Methodologie der Rechtswissenschaften an die Universität Leiden. Diese Aufgabe übernahm er am 18. März 1871 mit der Antrittsrede De Methode der wetenschap van het strafrecht (frei Deutsch übersetzt: Die Methode der Wissenschaft des Strafrechts, Leiden 1871). Zudem beteiligte er sich auch an den organisatorischen Aufgaben der Hochschule und war 1878/79 Rektor der Alma Mater. Diese Aufgabe legte er mit der Rede De eenheid der wetenschap en het recht van het ideaal (frei Deutsch übersetzt: Die Einheit von Wissenschaft und dem Gesetz des Ideals, Leiden 1879) nieder. Dies war zugleich die letzte Amtshandlung als Hochschullehrer, denn am 18. August 1879 hatte man ihn zum Justizminister des Kabinetts Van Lynden van Sandenburg berufen, welches im Sommer 1879 seine Arbeit aufnahm. Daher bat er am 6. September 1879 um Entlassung aus seinem Hochschullehreramt und wurde am 20. Oktober desselben Jahres aus seiner Professur emeritiert.
Als Justizminister ordnete er 1880 die Überarbeitung des Zivilgesetzbuches der Niederlande an und protestierte 1881 beim Entwurf des Strafgesetzbuches gegen die Wiedereinführung der Todesstrafe. Zudem schickte er 1880 ein Gesetz auf den Weg, welches Markennamen schützen sollte. Außerdem änderte er 1881 das Gesetz zum Urheberrecht, welches noch aus dem Jahr 1817 stammte. Darin wurde unter anderem festgelegt, dass das Copyright fünfzig Jahre lang gültig war und sich dies bis 30 Jahre nach dem Tod des Autors erstrecken konnte. Zudem ist er an der Einführung eines Gesetzes über den Verkauf von Alkohol beteiligt gewesen.
Da sich das Kabinett im April 1883 auflöste, trat er am 23. April 1883 als Justizminister zurück. Der König ernannte ihn daraufhin ehrenweise zum Staatsminister und er wurde Kurator des Gymnasiums in Den Haag. Im Sommer des Jahres 1883 verschlechterte sich sein Gesundheitszustand. So begab er sich nach Wiesbaden, wo die Krankheit auch nicht auskuriert werden konnte. Nachdem man ihn am 29. Mai 1885 als Mitglied am Hohen Rat der Niederlande berufen hatte, kehrte er zurück in die Niederlande. Jedoch sein gesundheitlicher Zustand verschlechterte sich dermaßen, dass er das ihm übertragene Amt nicht mehr ausfüllen konnte und verstarb.
Im Laufe seines Lebens hatte man ihm sehr viele Anerkennungen zukommen lassen. So nahm man ihn 1865 als Mitglied in die Gesellschaft der niederländischen Literatur in Leiden auf, am 25. April 1881 wurde er Mitglied der königlich niederländischen Akademie der Wissenschaften in Amsterdam, Mitglied der Vereinigung der Statistik der Niederlande, Mitglied der historischen Gesellschaft in Utrecht, Mitglied der holländischen Gesellschaft der Wissenschaften und freien Künste in Haarlem und vieler anderen in –, sowie ausländischen Gelehrtengesellschaften. Man verlieh ihm am 8. Februar 1880 den Orden Ritter sowie am 6. Februar 1881 den Kommandeur des niederländischen Löwen. Er wurde Träger des Franz-Joseph Ordens und des russischen Ordens der heiligen Anna.

## Familie

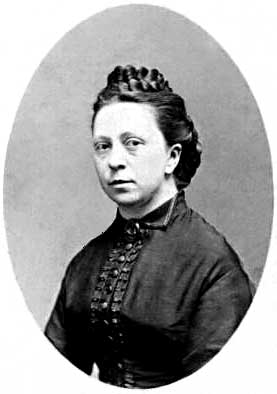
Elizabeth Anna Louise Modderman (geb: de Vos tot Nederveen Cappel)

Modderman heiratete am 31. August 1864 in Den Haag Elizabeth Anna Louise de Vos tot Nederveen Cappel (* 8. November 1844 in Utrecht; † 31. Juli 1905 in Den Haag), die Tochter des Cornelis Lodewijk de Vos (* 16. Juni 1804 in Utrecht; † 13. März 1885 in Scheveningen) und dessen Frau Anna Elisabeth Maria Graevestein (* 8. Juli 1812 in Culemborg; † 11. Januar 1883 in Scheveningen). Aus der Ehe gingen Kinder hervor. Von diesen kennt man:
- Hendrik Jacob Hermen Modderman (* 10. Juni 1865 in Amsterdam)
- Cornelis Lodewijk Modderman (* 25. Oktober 1866 in Amsterdam; † 17. März 1945 in Oegstgeest)
- Totgeborene Tochter (* & † 23. September 1868 in Amsterdam)
- Hendrik Adriaan Ewoud Modderman (* 19. September 1870 in Amsterdam; † 4. November 1937 ebenda) war Richter in Amsterdam
- Anna Elisabeth Maria Modderman (* 16. Juli 1872 in Leiden; † 29. November 1932 in Utrecht) verh. am 9. November 1901 in Den Haag mit dem Ingenieur und Direktor der Gießerei in Alkmaar Hendrik Adriaan Ewoud de Vos tot Nederveen Cappel (* 20. September 1875 in Doesburg; † 21. September 1946 in Den Haag)
- Ewoud Anthony Jacob Herman Modderman (* 10. Februar 1874 in Leiden; † 22. September 1908 in Delft) verh. am 3. April 1903 in Den Haag mit Anna Maria Elisabeth van der Bilt (* 20. November 1877 in Kapelle)
- Adriane Sibylla Catharina Modderman (* 29. Juni 1877 in Leiden; † 25. Dezember 1930 in Den Haag) verh. am 8. Juli 1901 in Den Haag mit dem Kaufmann Jacobus Matthijs Nap (* 10. Juli 1872 in Gent; † 9. März 1945 in Den Haag)
- Johan Hendrik Adriaan Modderman (* 12. Dezember 1880 in Den Haag; † 3. November 1956 in Zeist) verh. mit Adelaïde Johanna Hermina Spandouw
- Willem Jacob Modderman (* 2. Mai 1882 in Den Haag; † 7. Juli 1936 in Leiden)